# La Révolte des innocents
Pour plus de détails, voir Fiche technique et Distribution.
La Révolte des innocents est un film de procès français écrit et réalisé par Philippe Niang, diffusé le 20 novembre 2018 sur France 3.

## Synopsis
Au début du XXe siècle, dans l'Yonne, Louise Perreau élève seule son fils Gaston (10 ans). Ayant du mal à joindre les deux bouts, elle a accepté un travail à Paris mais il n'est pas possible qu'elle emmène directement son fils. En attendant, elle le confie aux soins du centre éducatif des Vermiraux. Le centre est censé lui donner une bonne éducation. Il n'en est rien. Les enfants sont maltraités, mal nourris, habillés en guenilles, exploités. Parce qu'il a voulu alerter un inspecteur, Gaston est battu, puis enfermé dans un cachot où il meurt d'une pneumonie. Les enfants du centre se révoltent. Un jeune juge essaie de faire éclater la vérité malgré l'opposition des notables de la région.

## Fiche technique
- Titre : La Révolte des innocents
- Réalisation et scénario : Philippe Niang
- Photographie : Dominique Bouilleret
- Montage : JohannaTurpeau
- Musique : Nicolas Errèra
- Chef décorateur : Jimmy Vansteenkiste
- Chef costumière : Pascaline Suty
- Producteur : David Kodsi
- Sociétés de production : Kien Productions
- Pays d'origine :  France
- Durée : 1h 36 min.
- Genre : Drame, historique
- Date de première diffusion : 20 novembre 2018 sur France 3

## Distribution
- Julie Ferrier : Joséphine Poliveau
- Bruno Debrandt : Armand Sandrin
- Théo Frilet : Émile Guidon (le juge d'instruction)
- Émilie de Preissac : Louise Perreau
- Marius Blivet : Gaston Perreau
- Jérôme Anger : Ernest Mercier (le docteur)
- Chick Ortega : Meyer (le gardien)
- Jean-Marie Winling : Maître Henri (avocat)
- Patrick Raynal : Gabriel Latouche (le journaliste)
- Wilfred Benaïche : Procureur Gerbault
- Isabelle de Hertogh : Suzanne Roumier (la logeuse)
- Yannis Baraban : Albert Roche
- Théo Christine : Léopold (Blanchette)
- Emmanuelle Fernandez : Mathilde Jeannot (la greffière du juge Guidon)
- Christophe Favre : Maître Chauveau (notaire)
- Pauline Bression : Amélie Sandrin (la fille d'Armand Sandrin)
- François Guetary : L'inspecteur Marois
- Ornella Houlé : Gilberte Kaminsky
- Raphaël Thiéry : Vincenot
- Sébastien Maréchal : le gendarme

## Production

### Inspiration
Le téléfilm s'inspire librement de faits réels survenus dans la commune de Quarré-les-Tombes en 1910-1911, dans l'institution des Vermiraux. La révolte des enfants placés dans cette institution conduira à un procès au retentissement national puis à la fermeture de l'institution. Lors de ce procès, il est mis en évidence l'exploitation abusive des enfants, des malversations des gérants et les carences de l'administration dans la gestion de la tuberculose endémique, en évoquant en outre des abus sexuels possibles. Cette affaire amena à l'instauration des premiers tribunaux pour enfants par la loi du 22 juillet 1912.

### Lieux de tournage
Le téléfilm a été tourné dans : 
- le département de l'Yonne à :
  - Avallon
  - Pierre-Perthuis
- le département de la Nièvre à : 
  - Bazoches

## Accueil

### Accueil critique
« Un téléfilm poignant basé sur des faits réels. Dans une atmosphère digne des romans de Dickens, Bruno Debrandt et Julie Ferrier sont glaçants de méchanceté, tandis que Théo Frilet est bouleversant en juge sensible et opiniâtre » pour Télé 7 jours.
Pour Télérama, « ses personnages sont beaucoup trop stéréotypés pour convaincre. (...) On s’ennuie devant ces silhouettes sans chair qui s’agitent au fil d’une intrigue prévisible de bout en bout. ».
« L'affaire marquera une étape dans la reconnaissance des droits des enfants en France. Exception faite de la scène de la révolte, ce drame s'avère inégal et insipide. À cela s'ajoutent un récit mal construit et des personnages caricaturaux » selon La Vie.
Enfin pour Télé Loisirs, « La reconstitution de l'époque et l'interprétation sont de qualité (Julie Ferrier et Bruno Debrandt jouent très bien les crapules) ».

### Audience
Lors de sa première diffusion, le 20 novembre 2018, le téléfilm est vu par 2 611 000 téléspectateurs en France (11,2% de part de marché), plaçant France 3 en troisième position de la soirée après M6 (qui retransmettait un match de football) et TF1 (qui diffusait un film comique).

## Distinctions
- Prix média ENFANCE majuscule 2019 (mention) Catégorie Fiction